# Amazzone (Modigliani)
L'amazzone è un dipinto (92x65 cm) realizzato nel 1909 dal pittore italiano Amedeo Modigliani.
Fa parte di una collezione privata.
Non si conosce l'identità della giovane donna aristocratica ritratta nel dipinto, nota solo come "Madame la baronne de H"; si sa invece che non fu soddisfatta dell'esito finale dell'opera e che la rifiutò, e che in seguito il quadro venne acquistato da Paul Alexandre, mecenate dell'artista.